# ベタニア・デラクルス
ベタニア・デラクルス・デペーニャ（Bethania De la Cruz De Peña, 1987年5月13日 - ）は、ドミニカ共和国の女子バレーボール選手。ドミニカ共和国代表。

## 来歴
2004年にドミニカ代表に初選出される。2007年からスタメンに定着し、同年のワールドカップでは、スコア部門で5位、ブロック部門で7位の成績を修めた。2007-08シーズンはVプレミアリーグの東レアローズでプレー。チームの初優勝に貢献し、自身もベスト6に選ばれた。2008-09シーズンから韓国のGSカルテックスに移籍しレギュラーラウンド1位、同シーズン準優勝を果たす原動力となった。また、2009日韓トップマッチで古巣の東レと対戦した。
産休でしばらく代表からは外れていたが、2010年の世界選手権で1年ぶりに代表に復帰した。2011年の北中米選手権で準優勝し大会MVPに選出された。同年11月のワールドカップに出場し、ベストスコアラーとベストサーバーに輝いた。
2011-12シーズンは日本のデンソーエアリービーズに所属した（2012年4月に退団）。2011/12Vプレミアリーグでは得点王、ベスト6賞を受賞した。
2012年2月5日の久光戦で1試合54得点（アタック49点、ブロック2点、サーブ3点）をマークした。これはマデライネ・モンターニョが2011年11月に韓国Vリーグで遂げた記録にならぶ当時の世界最高記録であった。
2012年5月のロンドン五輪北中米大陸予選で優勝し、同年7-8月開催のロンドンオリンピックに出場した（チームは準々決勝進出）。2012-13シーズンにGSカルテックスに再加入した。
2013年より代表チームの主将を務め、モントルーバレーマスターズで3位入賞、北中米選手権2位、グラチャンではチームを牽引する活躍を見せた。
2014年6月のパンアメリカンカップで優勝し、ベストウィングスパイカー賞に輝いた。同年9-10月の世界選手権では過去最高の6位入賞を果たす原動力となった。2014-15シーズンはトルコリーグの強豪エジザージュバシュ・ヴィトラに移籍し、世界クラブ選手権に出場した。
2021年、東京オリンピックにも出場し、準々決勝進出の最後の椅子をかけた日本戦での勝利に貢献し、チームは2大会ぶりの準々決勝進出を果たした。
2024年、アメリカの新しいバレーボールリーグであるプロ・バレーボール・フェデレーション（PVF）のオマハ・スーパーノヴァスでプレーする。

## 球歴
- オリンピック - 2012年、2020年
- 世界選手権 - 2006年、2010年、2014年、2018年
- ワールドカップ - 2007年、2011年
- ワールドグランプリ - 2005年、2006年、 2007年、2008年、2009年、2011年、2012年、2013年、2014年、2017年
- グラチャン - 2013年
- 北中米選手権 - 2007年、2009年、2011年、2013年
- パンアメリカン選手権 - 2008年（優勝）

## 受賞歴
- 2011年 - ワールドカップ ベストスコアラー賞、ベストサーバー賞[7]
- 2012年 - 2011/12プレミアリーグ ベスト6、得点王[8]
- 2012年 - ロンドンオリンピック北中米予選 MVP
- 2014年 - パンアメリカンカップ ベストウィングスパイカー賞
- 2014年 - エリツィン杯 ベストスパイカー賞
- 2015年 - 2014-15欧州チャンピオンズリーグ ベストアウトサイドヒッター賞

## 所属クラブ
- Deportivo Nacional（2004-2007年）
- 東レアローズ（2007-2008年）
- GSカルテックス（2008-2009年）
- デンソーエアリービーズ（2011-2012年）
- GSカルテックス（2012-2014年）
- エジザージュバシュ・ヴィトラ（2014-2015年）
- ディナモ・モスクワ（2016-2017年）
- サヴィーノ・デルベーネ・スカンディッチ（2017-2018年）
- Jakarta Pertamina Energi（2018-2019年）
- ミラドール（2019年）
- ディナモ・カザン（2019-2020年）

- アスリーツ・アンリミテッド（2021-2022年）
- アルタイVC（英語版）（2021-2022年）
- オマハ・スーパーノヴァス（英語版）（2024年）
- アスリーツ・アンリミテッド（2024年）
- Jakarta Popsivo Polwan（2024年-）